# Кастрапо
Кастра́по — назва одного з різновидів галісійського діалекту іспанської (кастильської) мови, якою говорять у Галісії. Її відмінною рисою є використання слів і виразів, запозичених з галісійської мови, яких немає в кастильській мові. Цей діалект вважають простонародним.
Приклади: Pecha la ventana (кастрапо) — Cierra la ventana (кастильська) — Pecha a ventá / fiestra / xanela (галісійська). Un litro de aceche (кастрапо) — Un litro de aceite (кастильська і галісійська). Тут відбувається заміщення галісійської закінчення «-eite» на кастильські «-eche».